# Moraea minor
Moraea minor är en irisväxtart som beskrevs av Christian Friedrich Frederik Ecklon. Moraea minor ingår i släktet Moraea och familjen irisväxter. Inga underarter finns listade i Catalogue of Life.